# Schlacht bei Calliano
Die Schlacht bei Calliano wurde am 10. August 1487 während des Krieges zwischen der Republik Venedig und der Grafschaft Tirol unter Herzog Siegmund ausgetragen und war der kriegerische Höhepunkt dieses Konfliktes.

## Hintergrund
In den Jahren vor 1486 herrschte ein friedliches, wenn auch fragiles Gleichgewicht zwischen dem Grafen von Tirol und der Republik Venedig, nachdem Venedig Anfang des 15. Jahrhunderts in den Besitz zahlreicher Ländereien im Süden des heutigen Trentino gekommen war. Es gab keinerlei Anzeichen eines sich androhenden Streites und nach dem Frieden von Bagnolo 1484 wähnte sich die Dogenrepublik auch relativ sicher vor den anderen Mächten auf der Italienischen Halbinsel. Erst im Winter 1486–1487 spitzte sich die Lage zu, als der Tod des Fürstbischofes von Trient Johannes Hinderbach ein Machtvakuum hinterließ, das der lokale Adel auszunutzen versuchte, um Gebietsansprüche geltend zu machen. In diese Streitigkeiten, bei denen sich die Grafen von Arco und Lodron besonders hervortaten, wurden zwangsläufig auch die Lagunenrepublik und der Graf von Tirol hineingezogen.
Auch der Einfluss der sogenannten bösen Räte auf Siegmund, seine stets knappen Kassen und seine dadurch bedingte Abhängigkeit zum Wittelsbacher Albrecht IV., der aufgrund der Kinderlosigkeit Siegmunds Erwartungen auf die Grafschaft Tirol hegte und dadurch im Kontrast mit dem Habsburger Friedrich III. stand, haben eine Rolle gespielt den Grafen von Tirol in einen Krieg mit Venedig zu verwickeln.
Zwischen März und April 1487 provozierte der Tiroler mit der Beschlagnahmung von einigen von Venedig betrieben Minen im Primiero und in der Valsugana sowie mit der Verhaftung von venezianischen Kaufleuten und der Konfiszierung ihrer Waren auf der Bozener Messe die Republik. Gleichzeitig wurden ihm Söldner und Waffen aus Bayern zugeführt und alle Vorbereitungen für einen Krieg gegen Venedig getroffen.
Am 23. April 1487 standen die Söldnertruppen Siegmunds südlich von Trient unter den Mauern der Stadt Rovereto, die die Venezianer 1416 unter ihren Einflussbereich gebracht hatten.

## Vorgeschichte

### Die Belagerung Roveretos

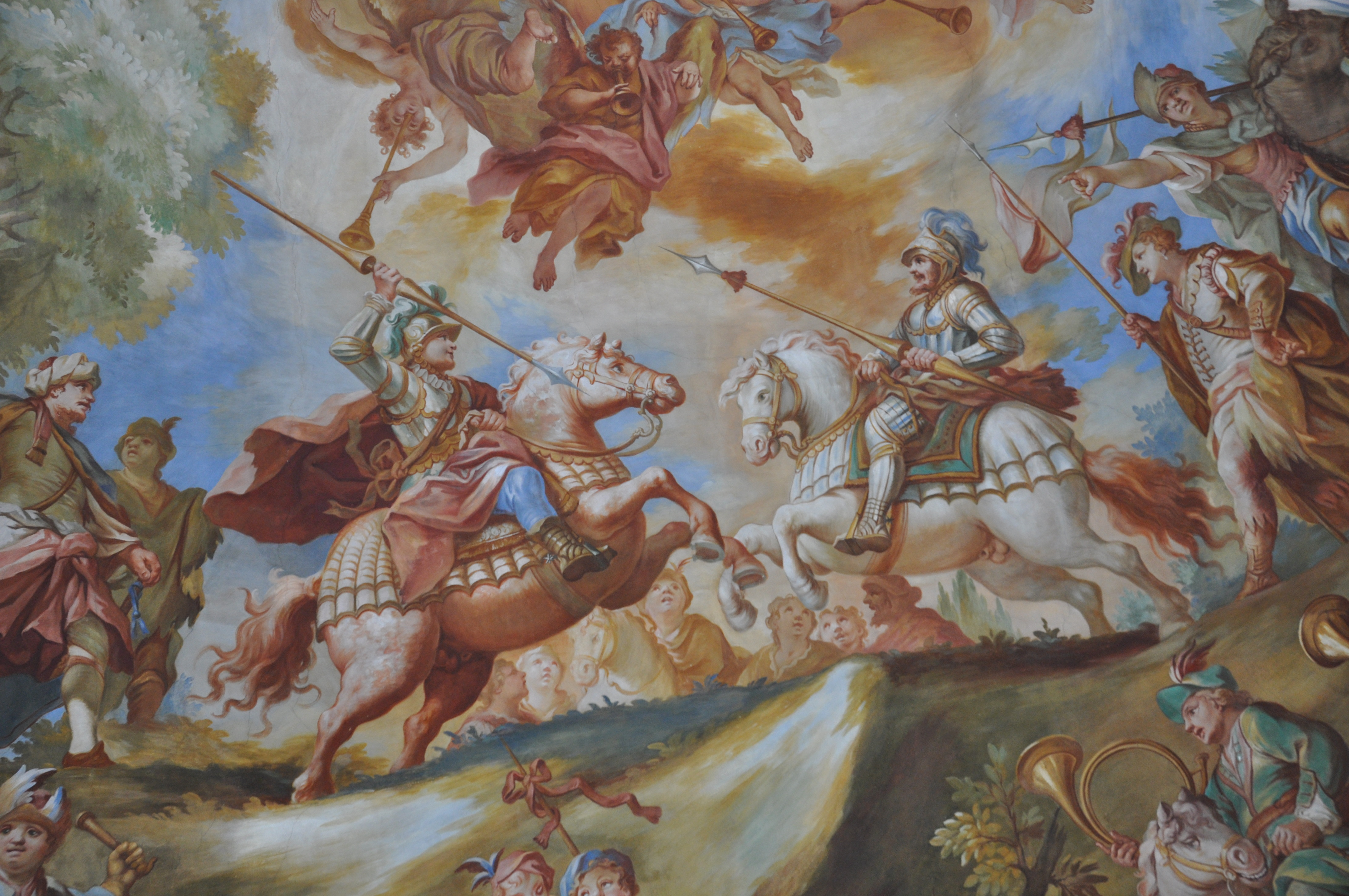
Der Zweikampf zwischen Johann von Waldburg-Sonnenberg und Antonio Maria di Sanseverino in einem Fresko der Pfarrkirche St. Katharina in Wolfegg

Angeführt von Gaudenz von Matsch stellte die Belagerung der Stadt und der Burg von Rovereto den ersten Akt im venezianisch-tirolerischen Krieg dar. Matsch entschied sich, die Stadt mit seinen 8.000 Mann zu belagern, da in seinen Augen ein direkter Angriff wenig Aussicht auf Erfolg gehabt hätte oder mit großen Opfern verbunden gewesen wäre. Dieses Söldnerheer setzte sich überwiegend aus Soldaten zusammen, die in Schwaben, im Breisgau und in der Schweiz angeheuert worden waren sowie aus einem bayerischen Kontingent, das von Alexander von Pappenheim und Hans Pienzenauer angeführt wurde.
Während der venezianische Podestà die Verteidigung Roveretos organisierte, sammelte Venedig seine Truppen südlich von Rovereto bei Serravalle und versuchte gleichzeitig auf diplomatischen Wege eine Lösung zu finden und eine Ausweitung des Konfliktes zu verhindern. Während der mehrwöchigen Belagerung wurde Rovereto von der Artillerie in Brand geschossen und schwer in Mitleidenschaft gezogen. Mehrere Ausfallversuche scheiterten und der venezianische Podestà Nicolò Priuli zog sich daraufhin mit dem letzten Aufgebot in die Burg zurück. Nach fünf Wochen Belagerung ergaben sich die Verteidiger der Stadt am Abend des 30. Mai 1487.
Wenige Tage vor dem Fall Roveretos konnte Venedig den 69 Jahre alten Condottiere Roberto Sanseverino d’Aragona in seine Dienste nehmen, der bereits mehrfach für die Serenissima in den Krieg gezogen war. Sanseverino verhielt sich zunächst zurückhaltend und wartete das Eintreffen seines Sohnes Antonio Maria di Sanseverino und seines getreuen Verbündeten Guido de’ Rossi mitsamt Truppen ab. Venedig schickte sich weiterhin an eine diplomatische Lösung, auch mit Hilfe des Papstes, zu finden. Auch verhandelte man im Geheimen mit Matsch, um ihn auf die Seite der Lagunenstadt zu ziehen. Am 7. Juni, erschien im Lager der Tiroler, die den entscheidenden Angriff auf die Burg vorbereiteten, ein venezianischer Herold mit dem Angebot zu einem ehrenhaften Zweikampf zwischen dem Sohn Sanseverinos und einem dazu bereiten Tiroler Ritter. Johann von Waldburg-Sonnenberg erklärte sich zum Zweikampf mit Antonio Maria di Sanseverino bereit und traf sich mit ihm am 12. Juni bei Isera westlich von Rovereto unterhalb von Castel Pradaglia auf einem extra dafür vorbereiteten Turnierplatz, den er als Gewinner verließ. Hinter dem Zweikampf verbarg sich der Versuch, die Vorherrschaft der beiden Lager auf ehrenhafte Weise ohne größeres Blutvergießen festzustellen und gleichzeitig Gaudenz von Matsch mit der noblen Geste von der Sache Venedigs zu überzeugen. Am 11. Juni war währenddessen auch die Burg von Rovereto in die Hände der Tiroler gefallen.

### Vorgeplänkel
Ende Juni machten sich bei den Tirolern zusehends Proviantprobleme bemerkbar. Matsch versuchte den aus Richtung Gardasee kommenden Nachschub der Venezianer zu unterbinden und abzufangen. Er hatte zu diesem Zweck ein Kontingent von etwa 800 Mann an der rechts der Etsch Richtung Nago führenden Straße abgestellt. Nachdem die letzten Verhandlungen zwischen ihm und Venedig gescheitert waren, kam es am 3. Juli 1487 bei Ravazzone, heute ein Ortsteil von Mori, zu einem Aufeinandertreffen mit den Truppen Sanseverinos, der ohne Sieger und Verlierer ausging, bei dem aber der Sohn Sanseverinos, Antonio, in Gefangenschaft geriet, aus der er erst nach Ende des Kriege wieder freikam.
Kurz darauf zog Matsch völlig überraschend in Richtung Innsbruck ab, ohne sich in Trient weiter aufzuhalten und nur eine kleine Nachhut in Rovereto zurücklassend. Der Abzug hatte vor allem militärische Gründe, da die Venezianer mittlerweile in der Überzahl waren und weitere venezianische Truppen von der Valsugana in Richtung Trient vorzustoßen drohten, die den Tirolern den Rückweg abgeschnitten hätten.
Venedig übernahm auch in anderen Abschnitten zunehmend die Initiative, ohne aber entscheidende Vorteile daraus zu ziehen. In den Judikarien stieß Parisotto von Lodron als Verbündeter der Lagunenstadt in Richtung Norden vor, am Gardasee belagerte die venezianische Besatzung Rivas ohne Erfolg die Burg von Tenno und zwischen Toblach und Cortina kam es vermehrt zu Grenzübergriffen.

## Verlauf

### Schlachtvorbereitungen

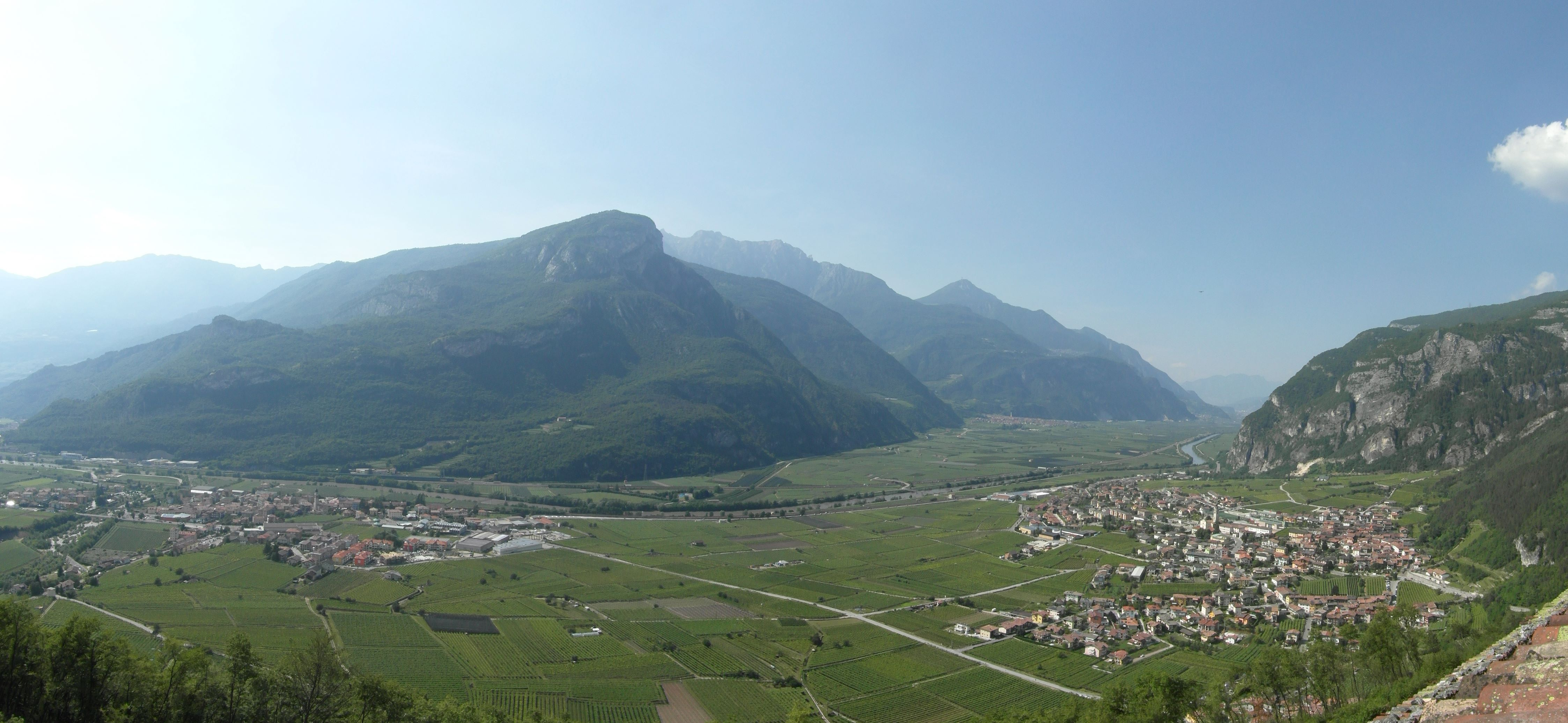
Das Schlachtfeld zwischen Calliano (links) und Beseno (rechts) im Etschtal südlich von Trient

Mit dem am 10. Juli 1487 abgeschlossenen Rückzug der Tiroler aus Rovereto veränderte sich die strategische Gesamtlage zugunsten Venedigs, so dass ab Mitte Juli die Republik die Initiative übernahm. Am 17. Juli wurde der Vormarsch angeordnet mit dem angestrebten Ziel Trient zu erobern. Bereits einen Tag zuvor hatte Sanseverino begonnen seine Truppen vom Lager in Serravalle nach Sacco bei Rovereto zu verlegen. Durch den Bau einer Bootsbrücke über die Etsch wollte er zudem die Versorgung vom Gardasee aus erleichtern. Kurz darauf zog der venezianische Condottiere weiter Richtung Norden bis nach Pomarolo und zog dabei auch die Bootsbrücke nach. Sanseverinos Heer verfügte mittlerweile über eine Stärke von etwa 4.200 Mann und 3.000 Reitern. Am 20. Juli gelang es ihm, die auf der orographisch rechten Flussseite gelegene Burg von Nomi zu erobern. Damit verblieb den Tirolern nur noch die auf der anderen Flussseite gelegenen Burgen Pietra und Beseno, die von wenigen hundert Mann verteidigt wurden, um den weiteren Vormarsch der Venezianer aufzuhalten, während in Trient etwa 1.000 Landsknechte unter dem Befehl ihres elsässischen Anführers Friedrich Kappler zur Verteidigung bereit standen, die sich zuvor von Matsch getrennt hatten.
Venedig war sich durchaus bewusst, dass eine Besetzung Trients aufgrund des Widerstandes der zahlreichen Gegner der Dogenrepublik nicht auf Dauer möglich gewesen wäre. Dennoch schätzte man die Gesamtlage als durchaus positiv ein und auch eine lediglich zeitweilige Besetzung hätte die Position Venedigs am Verhandlungstisch sicher gestärkt.

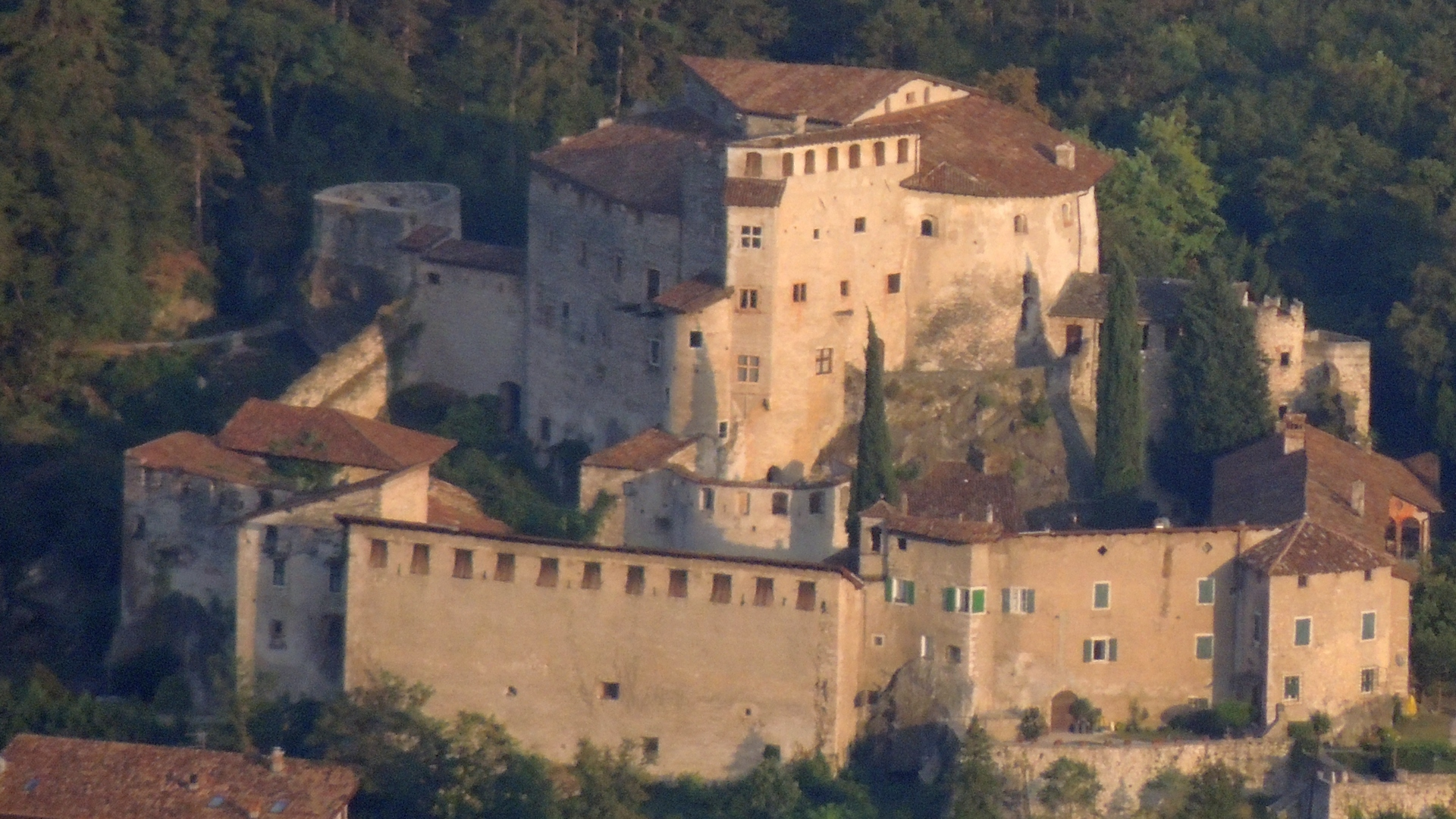
Castel Pietra

In den ersten Augusttagen arbeitete Sanseverino seinen Angriffsplan aus. Eine entscheidende Rolle spielte dabei das vermeintliche Schlachtfeld um Calliano. Die natürlichen Gegebenheiten beeinflussten am Ende entscheidend auch den Ausgang der Schlacht. So bildet das Etschtal bei Calliano eine Engstelle, die mit den Burgen Beseno, Pietra und Nomi ein zusätzliches gut ausgebautes Hindernis auf dem Weg Richtung Trient bildete. Die damals nicht begradigte Etsch holte an dieser Stelle in einer Schleife weit nach Osten aus und stellte so eine Art natürlicher Wassergraben zwischen Nomi und Castel Pietra dar. Eine von Pietra bis zur Etsch führende Wehrmauer, die nur über ein Tor verfügte, versperrte außerdem auf der linken Flussseite den Durchgang.
Der Plan Sanseverinos zuerst Castel Pietra zu erobern scheiterte, da sich die Beschießung durch die auf der rechten Flussseite in Stellung gebrachte venezianischen Artillerie praktisch als wirkungslos erwies, nachdem die Verteidiger die Mauern zusätzlich verstärkt hatten. Einem Frontalangriff ging Sanseverino bewusst aus dem Weg, da er ihn als zu verlustreich für die Angreifer ansah. Daraufhin änderte er sein Plan, mit dem Ziel Castel Pietra zu umgehen und den Etschübergang weiter nach Norden zu verlegen. Zudem sollte ein zweites Kontingent von Rovereto Castel Pietra über die östlich gelegenen Berge umgehen und dann von Norden kommend umschließen.

### Die Schlacht

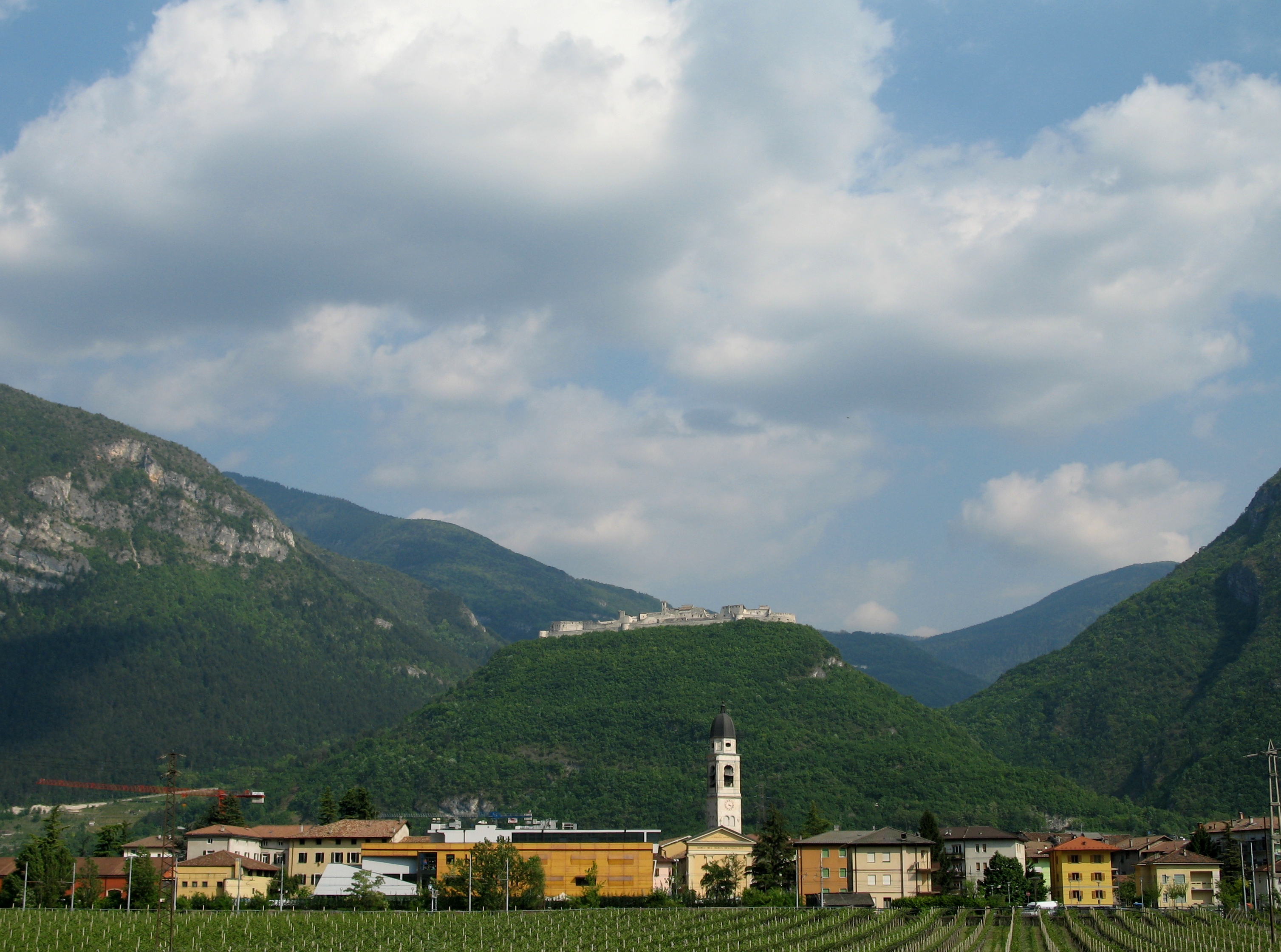
Calliano mit Castel Beseno

Die Vorbereitungen der Schlacht waren bis zum 9. August abgeschlossen. Trotz des geänderten Angriffsplanes war man im venezianischen Lager zuversichtlich, zumal am 7. August Castel Ivano in der Valsugana in venezianische Hände gefallen war. In der Nacht vom 9. auf den 10. August 1487, geschützt vor den Blicken der auf Castel Beseno und Pietra stehenden Tirolern, errichteten die Venezianer südlich von Calliano eine Bootsbrücke über die Etsch, die der Angelpunkt des Angriffsplanes darstellte. Die für den Bau notwendigen Brückenteile hatte man vorher von Rovereto, wo sie außerhalb der Sichtweite des Feindes fertiggestellt worden waren, zum Bauplatz transportiert. Im Morgengrauen des 10. August setzten die ersten venezianische Truppen auf die orographisch linke Flussseite über und sicherten den strategisch wichtigen Brückenkopf.
Um 11 Uhr vormittags befand sich die gesamte für den Vorstoß vorgesehene Streitmacht auf der linken Uferseite, in etwa 3.000 Soldaten und 2.500 Reiter. Im Lager bei Pomarolo verblieben nur wenige Soldaten, aber der Großteil der Kavallerie, die als Reserve im Notfall bereit standen. Die venezianischen Truppen waren auf beide Etschufer verteilt worden, da man der von Castel Beseno agierenden Artillerie keine zu große Angriffsfläche bieten wollte. Das stundenlange Heranführen und Übersetzen der Truppen hinterließ ihre Spuren und Müdigkeit machte sich breit. Auch das von Rovereto über die Berge vorgestoßene Kontingent bei Castel Pietra war nach acht Stunden alles andere als frisch. Sanseverino teilte die übergesetzten Truppen nun auf, der Großteil der Infanterie sollte helfen, die Artillerie in Stellung zu bringen, um Castel Pietra von Norden aus unter Beschuss nehmen zu können. Ein kleineres Reiterkontingent wurde unterhalb von Castel Beseno abgestellt, während zwei weitere Truppenteile, eines im Tal und das andere auf halber Hanghöhe als Flankensicherung weiter in Richtung Norden vorgehen sollte.
Das Vorgehen der Venezianer wurde von den Tirolern auf Castel Beseno und Pietra unmittelbar mit optischen Signalen nach Trient gemeldet. Auch erreichten die Stadt Nachrichten von Plünderungen, trotz des von Sanseverino auferlegten Verbotes, was eine allgemeine Mobilmachung in Trient auslöste. Der venezianische Angriffsplan begann langsam eine andere, als die ursprünglich vorgesehene Richtung einzuschlagen. So wurde die venezianische Artillerie nur sehr langsam in Stellung gebracht und der Flankenschutz der im Etschtal vorrückenden Truppen nur halbherzig ausgeführt. Die von Venedig eilig für den Feldzug zusammengestellten Truppen sollten sich zusehends als unzuverlässig bei der Ausführung der Angriffspläne zeigen. Die von Kappler angeführte Garnison der Stadt, von etwa 1.000 Mann sah sich aber trotz allem einer ernsten Bedrohung ausgesetzt, war den Venezianern weit unterlegen und konnte keine größere Hilfe von außen erwarten, auch wenn am Morgen des 10. August eine unerwartete Hilfe von 400 Mann unter dem Kommando von Micheletto Segato in der Stadt eingetroffen war, der sich vorher in den Judikarien im Kampf gegen die Lodron ausgezeichnet hatte und sich nach dem Entspannen der Lage dort, zu Hilfe geeilt war. In wenigen Stunden gelang es den Tirolern einen waghalsigen Plan für einen Gegenangriff auszuarbeiten. Dieser sah einen Angriff in drei Wellen vor, dabei bildete Segato mit seinen Streitern die erste Angriffswelle, während Kappler mit seinen Truppen die zweite Welle bilden sollte und die in aller Eile in der Umgebung zusammengewürfelten Truppen von etwa 600 Mann unter dem Befehl von Georg von Ebenstein als Reserve und dritte Angriffswelle dienen sollten. Zusammen kaum mehr als 2.000 Mann. Um 10 Uhr zog Segato mit seinen Truppen los, gefolgt von den anderen beiden Kontingenten. Bei Mattarello südlich von Trient stießen die Vorhuten beider Seiten um 1 Uhr nachmittags zum ersten Mal aufeinander. Der Überraschungsangriff traf die marodierenden venezianischen Vorhuten vollkommen unerwartet, zudem nutzten die Tiroler geschickt ihre besseren Ortskenntnisse bei ihrem Vorgehen aus. Auch erwies sich der von den Tirolern angewandte Gevierthaufen als Vorteil im Vergleich zu der von Sanseverino bevorzugten schweren Kavallerie seines Ritterheeres, die die Hauptlast der venezianischen Angriffsbemühungen zu tragen hatte.

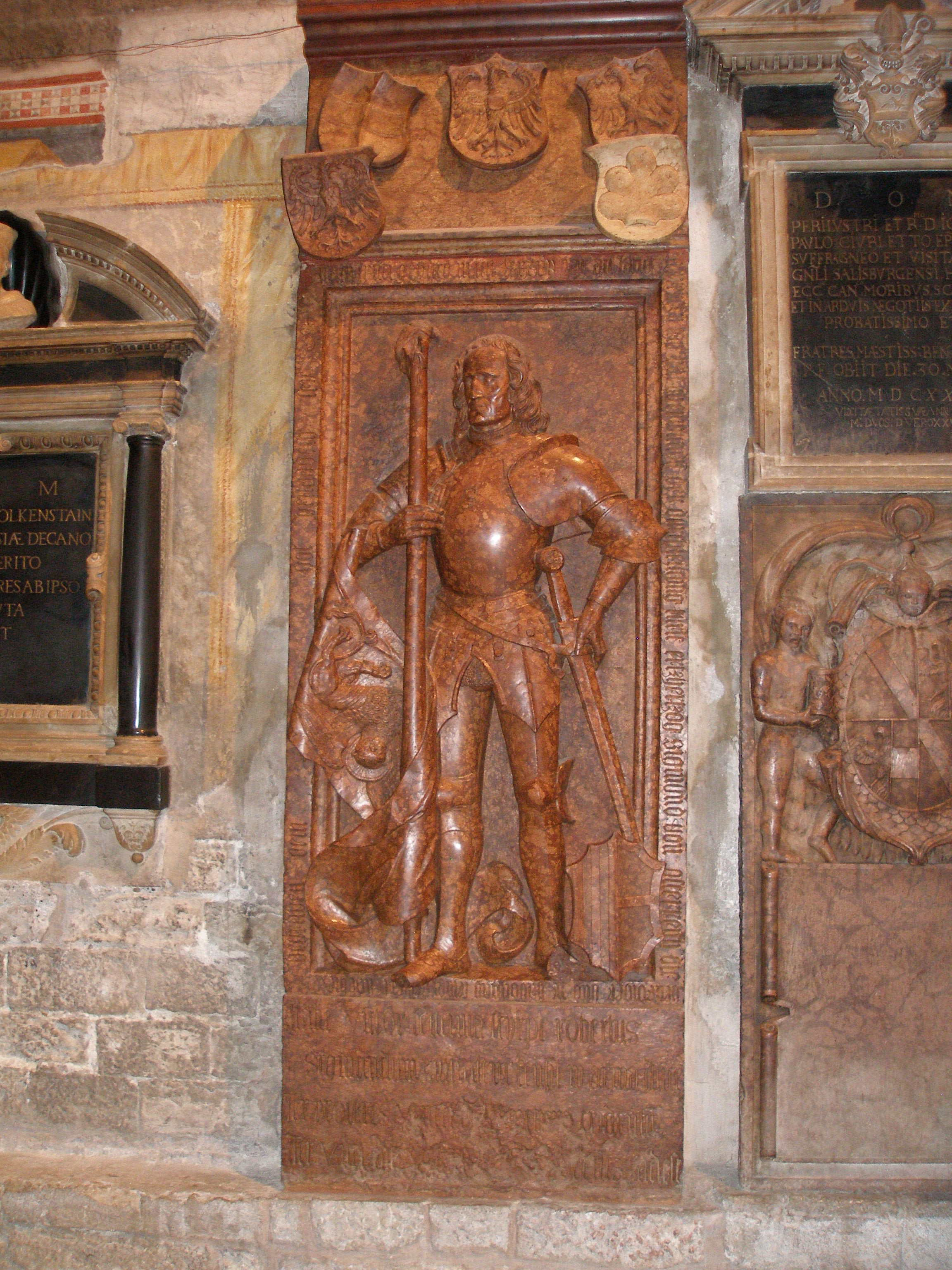
Grabplatte Roberto Sanseverinos im Dom von Trient

Völlig ungeordnet begannen sich die Truppen Sanseverinos zurückzuziehen, um sich bei Besenello neu zu sammeln. Hier fanden sie die Unterstützung von weiteren venezianischen Einheiten, darunter auch ein von Sanseverino selbst befehligtes Reiterkontingent sowie der von seinem Verbündeten Guido de’ Rossi angeführten Reiterei. Beim anschließenden Angriff Segatos auf die bei Besenello versammelten Venezianer, wurden alle 400 Angreifer aufgerieben und auch Micheletto Segato selbst kam bei dem Angriff um. Aber auch die Venezianer erlitten empfindliche Verluste und als die nachrückende Hauptarmee unter Kappler in Sichtweite kam, begannen sich die Venezianer teilweise zurückzuziehen. Schnell verwandelte sich der Rückzug in eine chaotisch ablaufende Flucht, bei der die zurückflutenden Truppen auch die eigenen Artilleriestellungen überrannten. Auch der Übergang über die Bootsbrücke begann chaotisch abzulaufen. Währenddessen war Kappler in harte Auseinandersetzungen mit den zurückgebliebenen venezianischen Truppen verwickelt. Als gegen 4 Uhr nachmittags das dritte von Georg von Ebenstein angeführte Kontingent vorrückte brach Panik unter den Venezianern aus und die venezianische Front brach vollkommen zusammen. Auch De Rossi und Sanseverino begannen nun zu weichen. Fluchtartig zogen sich die Venezianer in Richtung Bootsbrücke zurück, um sich auf der anderen Flussseite in Sicherheit zu bringen. Aus bis heute unbekannten Gründen rissen jedoch die Brückenseile, die die Brücke zusammenhielten, entweder weil sie gekappt wurden oder weil sie den Lasten nicht mehr gewachsen waren. Damit war das Ende der Schlacht eingeläutet und der Rückzug verwandelte sich in eine Katastrophe. Durch die nachrückenden Tiroler und Trentiner Truppen bedrängt, stürzten sich die Venezianer in die Etsch und ertranken bei dem Versuch das andere sichere Etschufer zu erreichen. Auch Roberto Sanseverino d’Aragona fand beim Rückzug den Tod, wobei sich die Chronisten der damaligen Zeit nicht einig waren auf welche Weise er umkam. Die geläufigste Variante geht davon aus, dass der Condottiere verletzt in die Etsch stürzte und dabei ertrank. Sein Leichnam wurde am Tag darauf von den Tirolern am Ufer der Etsch geborgen und nach Trient gebracht. Maximilian I. ließ für ihn später (1490–1493) eine monumentale Grabplatte errichten, die sich im Dom von Trient befindet und vom Kemptner Bildhauer Lux Maurus aus rotem Veroneser Marmor gefertigt wurde.
Guido de’ Rossi, der sich zunächst über die Berge zurückziehen wollte und sich von Sanseverino getrennt hatte, griff nach dem Zusammenbruch der venezianischen Hauptarmee mit seinen etwa 400–500 Reitern die Tiroler im Rücken an und zwang Kappler mit seinen abgekämpften Truppen zum Rückzug. Um 6 Uhr abends endete die so ungleich begonnene Schlacht und in der Nacht erreichte auch de’ Rossi mit seinen Truppen nach Zurücklassen der Ausrüstung und Pferde schwimmend das rechte Etschufer.
Die Verluste der Venezianer betrugen in der Schlacht bei Calliano etwa 1.500 Tote sowie um die 110–120 Gefangene, wenn man berücksichtigt, dass ein Teil der Truppen beim Auftauchen der Tiroler das Schlachtfeld fluchtartig verlassen hatte. Auf der Gegenseite hatten die Tiroler Söldnertruppen etwa 700 bis 1000 Mann an Toten zu beklagen.

## Folgen
Auf der am 16. August 1487 einberufenen Versammlung der Tiroler Stände in Hall in Tirol wurde Siegmund für seinen unnötig gegen Venedig angezettelten Krieg kritisiert, der den Handel mit der Republik zum Stillstand gebracht hatte. Auf der anderen Seite wurde jeglicher Versuch Venedigs sich weiter in Richtung Norden auszubreiten unterbunden. Auch wenn der Krieg nach der Schlacht von Calliano offiziell noch nicht beendet war, gingen beide Seiten einer weiteren offenen Konfrontation aus dem Wege und betrieben eine Politik der Schadensbegrenzung. Bis zum am 13. November 1487 abgeschlossenen Friedensvertrag kam es nur noch zu kleineren Scharmützeln entlang der Grenze und der Krieg endete schließlich ohne bedeutende Gebietsgewinne.
In Trient wurde die abgewandte Gefahr einer venezianischen Besetzung gebührend gefeiert und der 10. August als Gedenktag bis 1919 gefeiert.

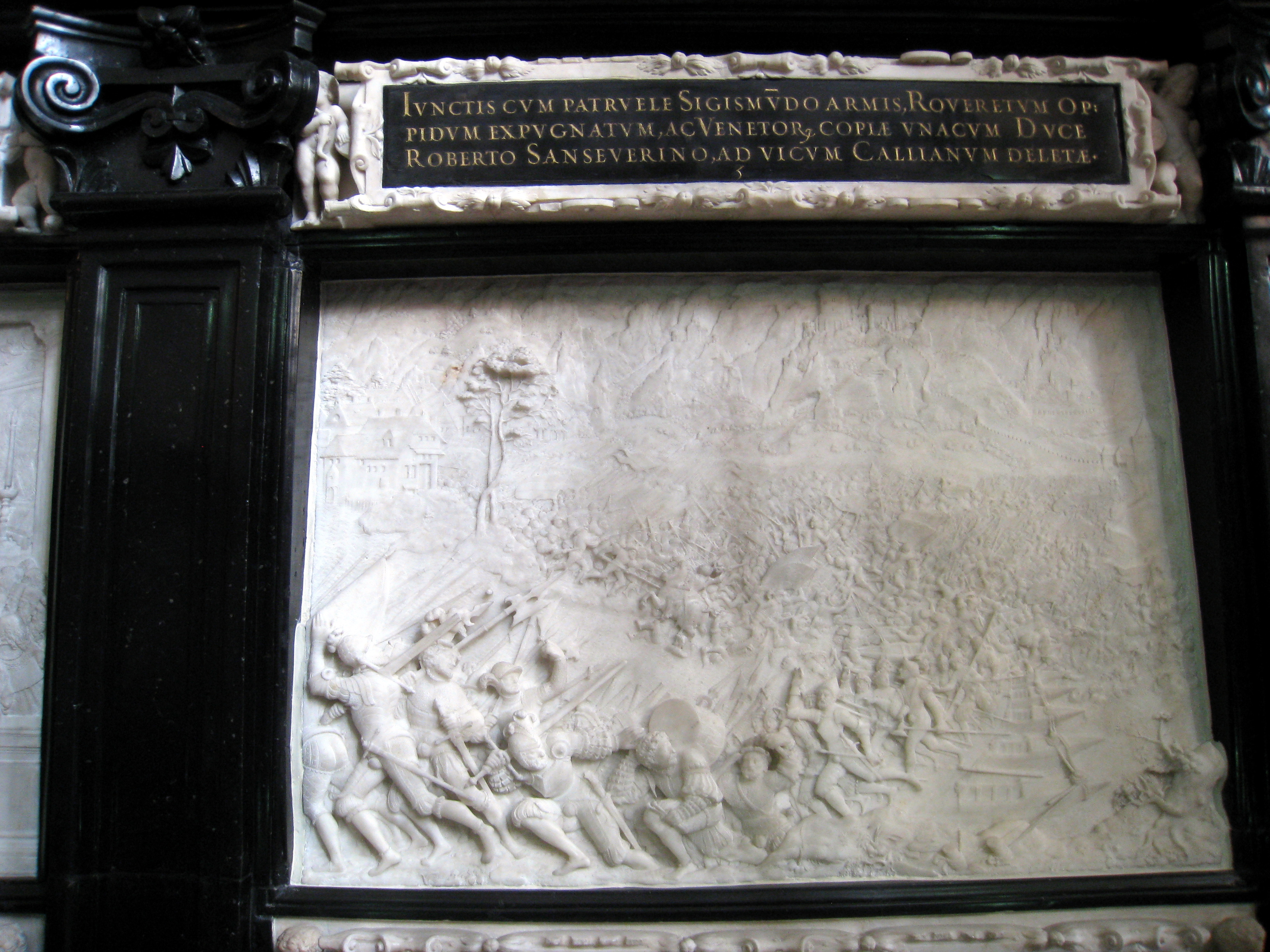
Marmorrelief der Schlacht auf dem Grabmal Kaiser Maximilians I.

## Rezeption
Eine Darstellung der Schlacht des flämischen Bildhauers Alexander Colin befindet sich als Relief aus Carrara-Marmor auf dem Grabmal Kaiser Maximilians I. in der Hofkirche in Innsbruck. Die Schlacht von Calliano wurde in der Vergangenheit auch für nationalistische Zwecke hochstilisiert und stand für das gelungene Aufhalten der welschen Gebietsansprüche in Richtung Norden.